# Podocalyx
Podocalyx es un género monotípico de plantas perteneciente a la familia Picrodendraceae y el único miembro de la subtribu Podocalycinae. Su única especie: Podocalyx loranthoides Klotzsch, Arch. Naturgesch. 7: 202 (1841), es originaria de América del Sur, distribuyéndose por Venezuela, Colombia, Perú y Brasil.

## Sinonimia
- Richeria loranthoides (Klotzsch) Müll.Arg. in A.P.de Candolle, Prodr. 15(2): 469 (1866).
- Cunuria casiquiarensis Croizat, J. Arnold Arbor. 26: 192 (1945).[1]